# Grupo Barada

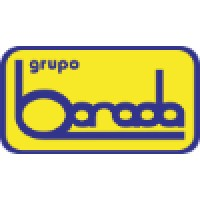

Grupo Barada, constituido en torno a 1975, fue un grupo de empresas promotoras y constructoras fuertemente vinculadas al expresidente del Real Madrid, Lorenzo Sanz. El grupo entró en concurso de acreedores en 2011.

## Lorenzo Sanz
El periodista Miguel Ángel Nieto, en su libro "Negocio Redondo", publicado en 1996, describe cómo Lorenzo Sanz hizo fortuna a base de pelotazos inmobiliarios, como conseguidor de suelo para el "Grupo de Cochabamba" (Grupo Barada) a través de su máximo accionista, José Antonio Roth. Sanz adquiría suelo rústico, que más tarde era vendido a Barada, la cual avalaba la junta directiva del Real Madrid.

## Historia
Fundado en torno a 1975 por un grupo de técnicos, el grupo estaba focalizado en el segmento residencial, desarrollando íntegramente el ciclo del negocio inmobilario.
De acuerdo con el libro "Negocio Redondo", el grupo estaba compuesto por una maraña de sociedades, a las que en 1984 se añade la filial Dulja, S.A., participada tanto por los socios de Barada, como por Lorenzo Sanz y Ramón Mendoza, por parte del Real Madrid. La sociedad Puertacerrada, S.L., también del grupo, estuvo relacionada con el Caso Banesto al ser una de las vendedoras de La Esquina del Bernabéu a Banesto en 1991 por 150 millones de pesetas. Las sociedades matrices de Grupo Barada estaban controladas por la sociedad Merenco Capital B.V., domiciliada en Holada.
A finales de los noventa, Lorenzo Sanz mantenía participaciones en promotoras filiales del Grupo Barada; Numan, S.A. (30%) y Nubain Home, S.A. (21%). En la primera no ostentaba cargo alguno, reflejando las cuentas de 2002 la consecucion de un beneficio después de impuestos de 10,2 millones de euros. En la segunda ocupó el cargo de Presidente hasta el año 2000, cuando fue absorbida por Barada, S.L. A través de ambas se desarrollaron importantes promociones en Madrid, entre ellas la revalorizada zona de "Campo de las Naciones"En 1999 el grupo redujo sus ventas a 12.000 millones de pesetas, aunque el beneficio neto aumenta hasta 2.260 millones, a la par de las inmobilarias Fadesa o Procisa, por encima de Riofisa o Zabalburu y por debajo de las cotizadas Vallehermoso, Metrovacesa o Colonial. Durante los 2000, Barada S.L. aparecía en el ranking sectorial de Alimarket entre las 20 mayores promotoras del país por plantilla.
En 2004 el grupo proyectaba 4.000 viviendas en Madrid, Marbella, Castellón, Ávila y Toledo durante los próximos años, así como 80.000 metros cuadrados en proyectos terciarios, contando con un patrimonio en alquiler de 8.000 metros cuadrados consistentes en locales comerciales en Madrid capital y un centro comercial en Villanueva de la Cañada. En dicho año, la sociedad de cabecera Barada, S.L. reportó un beneficio después de impuestos de 27 millones de euros, y sus filiales Atroix y Numan ganaron 8,9 y 6,2 millones, respectivamente, mientras que Grupo Diez Gestión alcanzó un beneficio de 5,2 millones y la constructora Melden, 4 millones de euros. La empresa holding Barada, S.L. estaba controlada por la familia Roth, con un 44,7%, mientras que el resto del capital estaba distribuido entre las familias Estradera (24,8%), Butragueño (14,8%), Arenales (5,2%), y varios socios minoritarios.
En 2005, la familia Roth pierde el control de la mayoría de las sociedades del grupo, quedándose sólo con el control de la histórica promotora Puertacerrada y del Grupo Diez de Gestión, sociedades que acumulaban un patrimonio neto de en torno a 70 millones de euros a cierre de 2007.
El grupo entró en concurso de acreedores en 2011 tras el estallido de la burbuja inmobilaria, desconociéndose el pasivo de la compañía. Según Alimarket, en 2008, la cifra de negocio se había reducido a 25 millones de euros, habiendo construido más de 8.000 viviendas durante sus 30 años de vida.

## Juicios
- En 1998 las empresas Barada y Puertacerrada demandaron al Ayuntamiento de Las Rozas por la titularidad de unas parcelas , siendo mediador Lorenzo Sanz[13]
- En 2002 Sanz fue citado por la supuesta especulación sobre unos terrenos en Arroyo del Fresno, los cuales fueron traspasados a Carlos Pinilla y a Barada[14][15]
- En 2008 dos sociedades del grupo (Atroix y Numan) forzaron el concurso necesario de Inversiones Renfisa, S.L., propiedad de Sanz.[16]
- En 2009 la promotora y constructora Grupbau, S.A. fue nombrada administradora concursal de Inversiones Renfisa.[17]
- En 2011 una empresa del grupo (Numan, S.A.) demandó a Lorenzo Sanz por la supuesta comisión de un delito de estafa, otro de insolvencia punible y un delito societario, con petición de 6 años de cárcel por parte de la Fiscalía,[18] siendo exculpado en 2013.[19]
- En 2014 Izquierda Unida alertó de la falta de transparencia del desarrollo del Plan Guadaiza en Marbella, en el que Atroix y Numan poseían el 75% de los 411.00 metros cuadrados y que fueron adquiridos por General de Galerías Comerciales, propiedad del empresario Tomás Olivo[20]
- En 2016 Barada demandó a BBVA por incumplimiento de contrato, reclamando una indemnización de 60 millones de euros.[21]